# Glaphyria spinasingularis
Glaphyria spinasingularis is een vlinder uit de familie van de grasmotten (Crambidae). De wetenschappelijke naam van de soort is voor het eerst gepubliceerd in 1998 door Maria Alma Solis en David Adamski.
De soort komt voor in Nicaragua en Costa Rica.